# Støvring
Støvring est une municipalité de la région de Jutland du Nord au Danemark.
Sa population était de 8 865 habitants en 2021. C'est le chef-lieu de la commune de Rebild, avec laquelle elle a été fusionnée en 2007.